# خورخي غوتور بلاس
خورخي غوتور بلاس (بالإسبانية: Jorge Gotor)‏ (14 أبريل 1987 بسرقسطة في إسبانيا - ) هو لاعب كرة قدم إسباني في مركز الدفاع. لعب مع ريال مورسيا.

## روابط خارجية
- خورخي غوتور بلاس على موقع قاعدة بيانات كرة القدم.إي يو (الإنجليزية)
- خورخي غوتور بلاس على موقع Soccerway.com (الإنجليزية)